# Зеленокрылый чирок
Зеленокрылый чирок (лат. Anas carolinensis) — обычная, широко распространённая утка подсемейства Настоящих уток.

## Таксономия
Некоторое время рассматривался в составе чирка-свистунка (Anas crecca), разногласия обсуждались Американским орнитологическим союзом; отстаивающие этот вопрос Международный союз охраны природы (IUCN) и BirdLife International, 2004, не пришли к соглашению выделить в настоящее время зеленокрылого чирка в отдельный вид. Тем не менее, почти все другие авторитетные участники дискуссии в настоящее время его выделяют, базируясь на поведенческих (Laurie-Ahlberg & McKinney, 1979), морфологических (Livezey, 1991), молекулярных (Johnson & Sorenson, 1999) признаках (обсуждалось Сангстером, 2002).

## Описание
Это мелкая североамериканская настоящая утка. В брачный период у самца серые бока и чёрное и зелёное с жёлтой задней стороной и белыми краями зеркало, заметное в полёте или в покое. У него каштановая голова и зелёная повязка на глазах. Он похож на селезня чирка-свистунка (евразийский подвид этой птицы) вертикальными белыми полосами по бокам груди, за исключением горизонтальных белых полос в лопаточной части и тонких бледно-жёлтых полос на голове.
Самка светло-коричневая с оперением, похожим на самку кряквы. Она отличается от большинства уток размером, формой и зеркалом. Отличить её от самца чирка-свистунка проблематично.
Вне брачного периода оперение селезня больше похоже на самку.

## Распространение
Обитает в северных областях Северной Америки, за исключением Алеутских островов. Отмечены залёты на Чукотку.
Чирка можно увидеть на просторах Marismas Nacionales в западной части Мексики, в главном районе зимовки.

## Поведение
Эта настоящая утка совершает обязательные перелёты зимой южнее мест высиживания птенцов. Она живёт стаями, исключая период гнездования, и стремится к формированию больших стай. В полете зеленокрылые чирки стремительны, поворачивая стаю, походят на песочников.

## Места обитания
Это обычная утка разрозненных водоёмов, таких как таёжные бочажки.

## Питание
Обычно питается, добывая растительную пищу на поверхности воды или щипля траву.

## Размножение
Гнёзда вьёт на поверхности земли, вблизи воды, под укрытиями.

## Голос
Это крикливый вид. Самец издаёт чистый свист, на который самка отвечает слабым кряканьем.

## Охранный статус
Хотя её охранный статус IUCN не оценивается в настоящее время из-за непризнания таксона, имеется достаточное множество причин, чтобы внести вид в Least Concern, и причин для этого больше, чем для включения туда кряквы (Carboneras, 1992).

## Фотографии

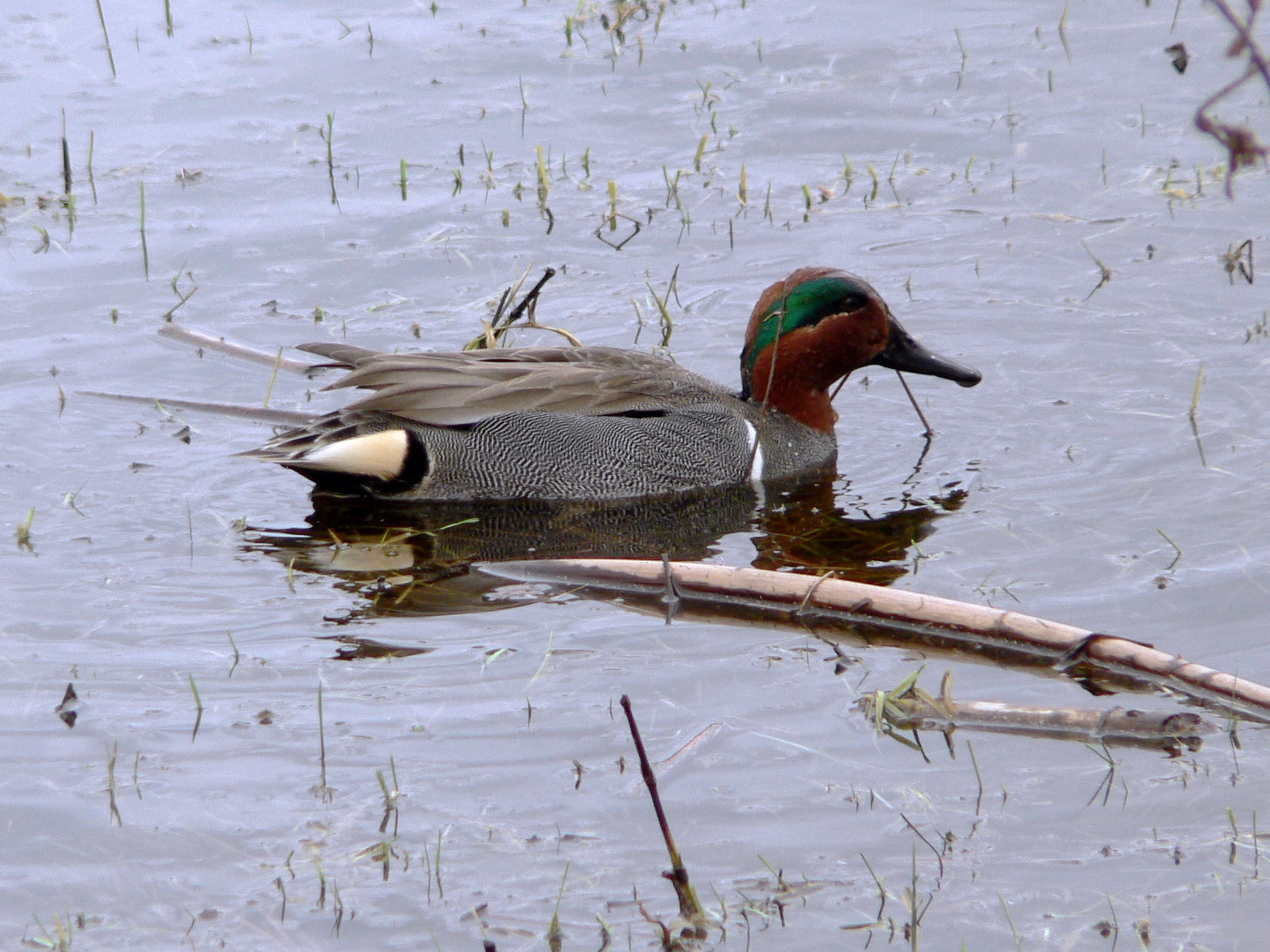
Сиэтл, Вашингтон
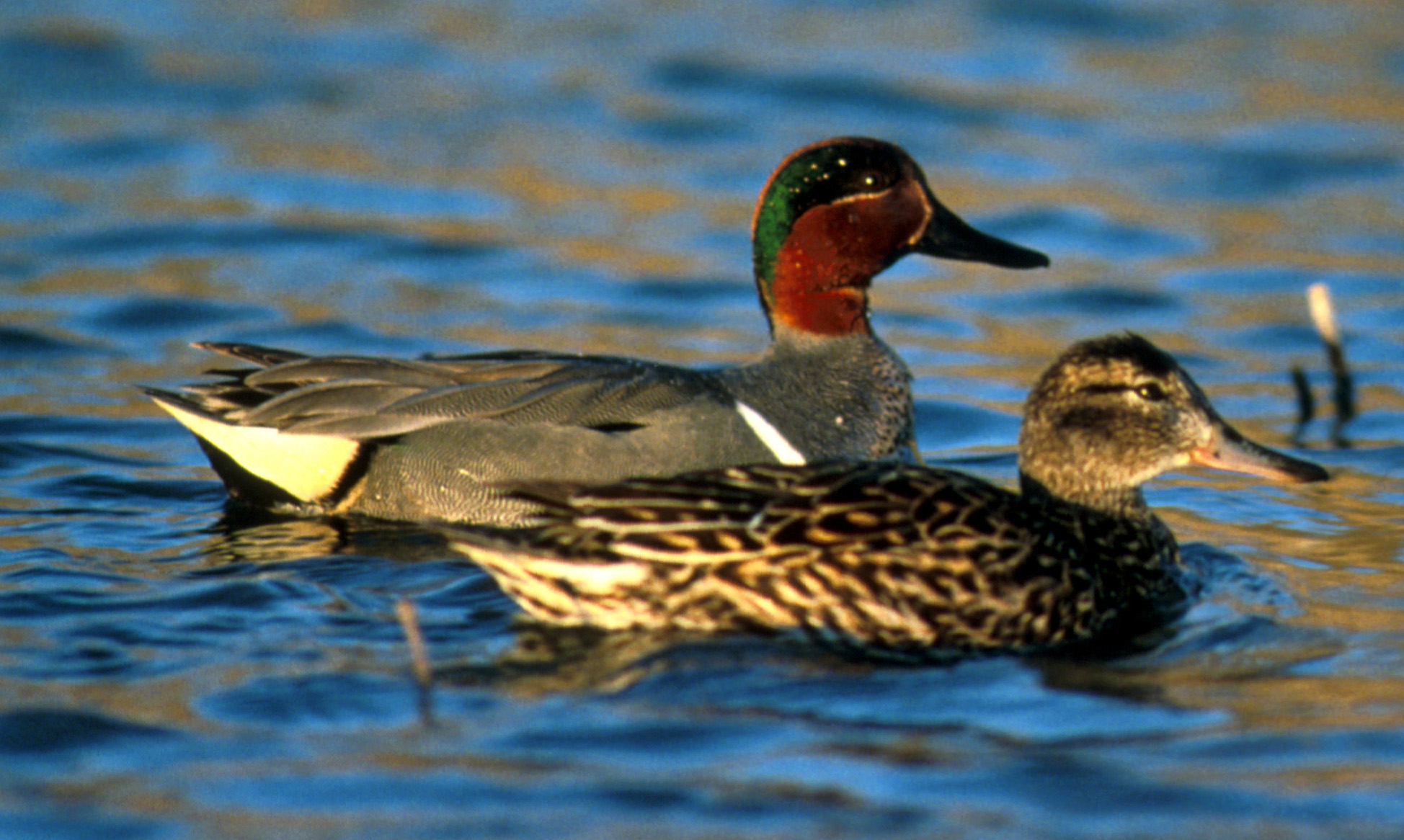
Самец и самка
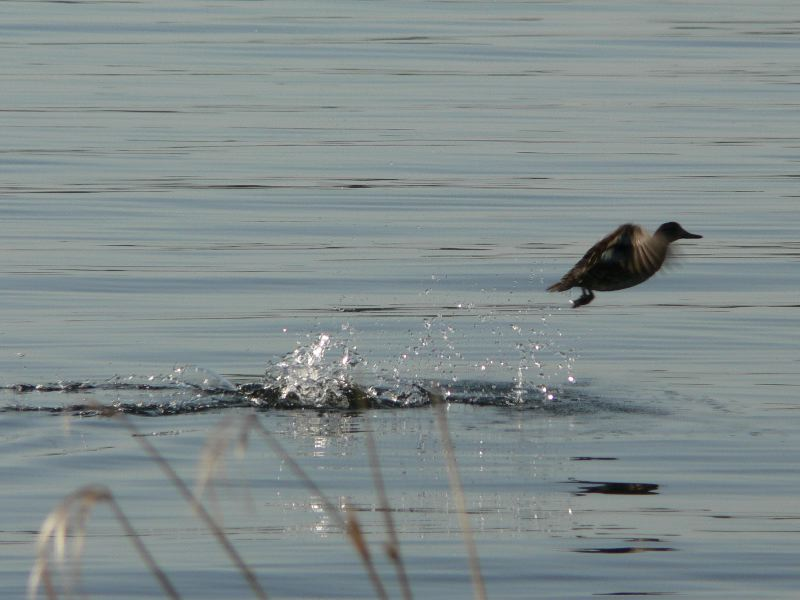